# Associação das Indústrias Navais
A Associação das Indústrias Navais (AIN), antes designada Associação das Indústrias Marítimas (AIM), é uma associação sediada em Lisboa, fundada em 1963. Possui 43 associados do setor da construção e reparação naval. Em 2021, o Ministério da Defesa do então primeiro-ministro António Costa anunciou que um memorando assinado entre o Portugal Defence e o Consórcio de Escolas de Engenharia acordou à criação de uma Academia do Arsenal, que terá o envolvimento do Arsenal do Alfeite e da AIN.